# Chik Mun Tau
Chik Mun Tau (kinesiska: 直門頭, 直门头) är ett sund i Hongkong (Kina). Det ligger i den norra delen av Hongkong.